# بیم‌نهنگ
کریموکتوس(نام علمی: Crymocetus) نام یک سرده از فراراستهٔ خزنده‌بالگان است.